# 夏堅
夏堅 PC （1969年12月16日—），加拿大政治人物和律師，加拿大自由黨黨員，2015年至2019年擔任加拿大國會下議院議員，代表亞伯達省的卡加利中選區，並曾於2015年至2018年間先後在賈斯汀·杜魯多内閣中出任聯邦退伍軍人部長、國防部副部長和體育及傷殘人士部長。在此之前，他曾於2008年至2015年間擔任亞伯達省議會卡加利—水牛選區議員。

## 生平

### 早年生活
夏堅生於亞伯達省，在卡加利以東的赫薩爾村（Hussar）長大，七歲時跟家人遷至卡加利。他父母皆為教育工作者，父親李察曾任卡加利公校教師工會主席，母親茱迪則當選卡加利教育局學務委員。夏堅年少時熱衷體育，曾參與少年冰球和棒球活動，並曾效力亞伯達初級冰球聯盟（Alberta Junior Hockey League）的卡加利加人隊（Calgary Canucks）。他後來放棄成為職業冰球員，改為計劃當體育教師並到皇家山學院修讀，期間效力該校的冰球隊。
1991年10月3日，他跟友人消遣後乘私家車離開，被另一部車輛中兩人開槍擊中頸部，脊柱受損，自此胸部以下癱瘓。一年後他在父親鼓勵下到卡加利大學進修，1997年獲得文學士學位後在同校修讀法律。他於2001年獲取法學士學位後加入菲沙、米爾納與卡斯格雷恩律師事務所（Fraser Milner Casgrain），成為該行的民事訴訟律師。
他亦參與社會事務，曾為加拿大聯合公益金（United Way）服務，並曾領導加拿大下身癱瘓者協會的亞伯達分會。2008年他入選《卡加利先驅報》20名引人注目卡加利人名單。

### 晉身省政
夏堅於2006年6月贏取省議會卡加利—水牛選區的亞伯達自由黨候選人提名，再於2008年3月省選贏取該議席，首度晉身省議會。他在自由黨影子内閣中先後擔任司法、財政和教育等範疇的評議員。
幫派罪案於2008年席捲卡城，夏堅遂促請省府增加卡城警局資源，讓當局增聘警員在市中心巡邏。他又在省議會提出議案，給予警方權力扣查載有未經登記槍械的車輛，但在缺乏執政進步保守黨省議員支持下於2009年二讀被否決。
當時亞伯達自由黨在省議會内只得八席，夏堅感到自己在該黨的作為有限，因此漸生去意。他於2010年競逐卡加利市長選舉，但於選前一個月退選並改為支持最終當選的南施（Naheed Nenshi）。2012年省選前，他一度考慮轉投雷德福（Alison Redford）領導下的執政亞伯達進步保守黨，但最終作罷並以自由黨黨員身份連任省議員。自由黨在該屆省選只贏取五席，夏堅遂倡議將該黨和亞伯達新民主黨等左翼省級政黨合併，以抗衡右翼的進步保守黨和野玫瑰黨，但建議不獲自由黨和新民主黨高層接納。

### 國會議員
夏堅於2014年7月宣佈尋求卡加利中選區國會議員的聯邦自由黨候選人提名，並於同年11月獲得自由黨候選人資格。在2015年聯邦大選中，夏堅僅以750票之差險勝尋求連任的聯邦保守黨候選人鍾幗麗，聯同在卡加利天景選區勝出的坎格（Darshan Kang）成為1968年大選以來首批在卡城贏取國會議席的聯邦自由黨候選人。
自由黨在該屆大選重拾執政權，夏堅於2015年11月獲新任總理賈斯汀·杜魯多委任為聯邦退伍軍人部長和國防部副部長，首度晉身內閣。杜魯多於2017年8月重組內閣，夏堅調任體育及傷殘人士部長。
2018年1月末，一名前亞伯達省議會女職員指控夏堅任職省議員期間向她發表不當言辭。受到該項性騷擾指控影響，夏堅於同月25日宣布辭去內閣部長職務，但留任國會議員和自由黨黨團成員。
2019年聯邦大選，自由黨在亞省失利，夏堅亦未能倖免，以一萬九千多票之差敗予保守黨候選人，未能連任國會議員。他此後與兩名合夥人在卡城創立HSC顧問公司
。

## 外部連結
- （英文）加拿大國會網站 夏堅議員簡介 （页面存档备份，存于）